# ألان لامب (لاعب كريكت)
ألان لامب (20 يونيو 1954 في جنوب أفريقيا - ) (بالإنجليزية: Allan Lamb) هو لاعب كريكت بريطاني. شارك مع منتخب إنجلترا للكريكت. أما مع النوادي، فقد لعب مع نادي مقاطعة نورثامبتونشير للكريكت ‏ وFree State cricket team ‏.

## وصلات خارجية
- ألان لامب على موقع إي آس بي آن كريك إنفو (الإنجليزية)